# Bahnhof Saalfeld (Saale)

Der Bahnhof Saalfeld (Saale) (von der Deutschen Bahn als Saalfeld(Saale) oder Saalfeld(S) bezeichnet) ist der Bahnhof der Stadt Saalfeld im Südosten Thüringens. Er war bis Dezember 2017 Intercity-Express-Halt der Linie Berlin–München und gehört der Preisklasse 3 an.

## Geschichte
Die Eisenbahn erreichte Saalfeld am 20. Dezember 1871 mit der Bahnstrecke Gera–Saalfeld aus Richtung Nordosten. Damals wurde auch der Bahnhof angelegt. Er war von vornherein als Eisenbahnknoten geplant und bekam die damals noch unbebauten Flächen östlich der Saale, gegenüber der Altstadt, als großzügige Betriebsflächen. Schon 1874 wurde die Saalbahn von Naumburg über Jena nach Saalfeld in Betrieb genommen. Damit bekam die Stadt einen weiteren Bahnanschluss in Richtung Nordosten. Die Frankenwaldbahn über den Rennsteig nach Hochstadt-Marktzeuln konnte 1885 eingeweiht werden. Damit war nach der Sächsisch-Bayerischen Eisenbahn eine zweite, schnellere Strecke von Berlin nach München fertiggestellt und die Bedeutung des Saalfelder Bahnhofs wuchs stark an. Er war der letzte größere Bahnhof vor dem 400 Höhenmeter zählenden Anstieg auf den Frankenwald.
Weitere Strecken nach Saalfeld wurden 1895 von Erfurt, 1900 von Katzhütte/Königsee, 1907 von Hof und 1913 von Sonneberg in Betrieb genommen. Seit 1886 führt der Schnellzugverkehr durch Saalfeld. Im Jahre 1900 kam es zu ersten Umbau- und Erweiterungsmaßnahmen. Ab 1934 wurden der Bahnhof umfangreich umgebaut, der Güterbahnhof erweitert und neue Stellwerke errichtet. Am 15. Mai 1939 wurde nach der Elektrifizierung des Bahnhofes der elektrische Zugbetrieb Richtung Nürnberg aufgenommen. Der Abschnitt nach Göschwitz war ab 15. Februar 1940 elektrisch befahrbar.
Im Zweiten Weltkrieg wurde der strategisch wichtige Bahnhof, besonders bei schweren amerikanischen Luftangriffen am 9. April 1945, zerstört. Nach der deutschen Teilung sank seine Bedeutung ab, da der Verkehr zwischen Mitteldeutschland und Bayern zurückging. Allerdings fuhren über Saalfeld Interzonenzüge, da die Frankenwaldbahn neben der östlich gelegenen Strecke über Hof eine von zwei Bahnverbindungen zwischen der DDR und Bayern war. Das zweite Gleis zwischen dem Abzweig Saaleck bei Naumburg und Probstzella und die Anlagen für die elektrische Zugförderung wurden 1946 als Reparationsleistungen an die Sowjetunion abgebaut.

### Entwicklung von 1990 bis 2017
Nach der deutschen Wiedervereinigung stieg die Bedeutung des Bahnhofs erneut an. So wurde der Bahnhof ab dem 31. Mai 1992 ein Systemhalt für Intercity-Züge. 1994/1995 wurde die Saalbahn/Frankenwaldbahn wieder elektrifiziert und zweigleisig ausgebaut. Sie war bis zur Eröffnung der Neubaustrecke Ebensfeld–Erfurt die bedeutendste Strecke zwischen Berlin und München, während die Bedeutung der zweiten Strecke über Hof zurückgegangen ist. In der Folge wurde der Bahnhof zu einem modernen Fernverkehrshalt ausgebaut und erhielt unter anderem drei neue und barrierefrei zugängliche Bahnsteige mit 76 cm Bahnsteighöhe. Das Empfangsgebäude wurde saniert und um einen Neubau ergänzt. Der unmittelbar neben dem Personenbahnhof an dessen Ostseite gelegene Rangierbahnhof ist stillgelegt. Ab dem 28. Mai 2000 war Saalfeld ein Systemhalt für Intercity-Express-Züge. Die lokbespannten IC-Züge wurden größtenteils durch fabrikneue ICE-T-Züge ersetzt, welche mit Neigetechnik ausgestattet sind, um Ausbaustrecken schneller zu befahren. Durch den Einsatz dieser Neigetechnik verkürtze sich die Reisezeit zwischen Berlin und München deutlich, wovon auch Saalfeld profitierte.
Der Bahnhof wird seit 1997 durch ein elektronisches Stellwerk von Siemens in Leipzig gesteuert.
Am 5. September 2013 stieß gegen 11:10 Uhr in Folge einer Flankenfahrt an der südlichen Bahnhofseinfahrt ein Triebwagen der Erfurter Bahn mit einem Intercity zusammen, der von München nach Berlin unterwegs war. Circa 200 Personen mussten aus den Zügen evakuiert werden, es gab jedoch keine Verletzten.
Am 3. Dezember 2013 gab es im Bahnhof einen Großeinsatz der Polizei. Nachdem ein Täter den Bahnhofskiosk überfallen wollte, versteckte er sich auf der Flucht in einen leerstehenden ICE. Der Zugverkehr war dadurch mehrere Stunden unterbrochen.
Im Januar 2016 bot die Deutsche Bahn das ehemalige Bahnbetriebswerk Saalfeld (Saale) mit seinem Lokschuppen zum Kauf an. Zu dem fast 15.000 Quadratmeter großen Grundstück zählt ein Ringlokschuppen mit Drehscheibe und 24 Ständen. Weiterhin gehören dazu ein Verwaltungsgebäude, ein Sozialgebäude, eine Lagerhalle, ein ehemaliges Sauerstofflager und Garagen. Einst waren hier etwa 400 Eisenbahner beschäftigt. 1905 wurde der Lokschuppen von 16 auf 24 Stände erweitert. Der Durchmesser der Drehscheibe betrug zuerst 16 Meter, dann 20 und dann 23 Meter. Dampflokomotiven waren in Saalfeld noch bis 1986 stationiert. 1978 waren hier noch 44 Dampfloks regulär in Betrieb. Die Interessengemeinschaft Bahnbetriebswerk Saalfeld nutzt seit 2018 das Bahnbetriebswerk.
Bis zu 200 Mitarbeiter sind heute noch im Bahnhof Saalfeld beschäftigt. Davon fallen 120 auf die Güterverkehrstochter DB Cargo. Weitere 30 sind es bei DB Netz sowie bei DB Station&Service. Hinzu kommt noch eine Bahnreinigung, auf die der Wegfall des Fernverkehrs ab Dezember 2017 Auswirkungen haben werde.

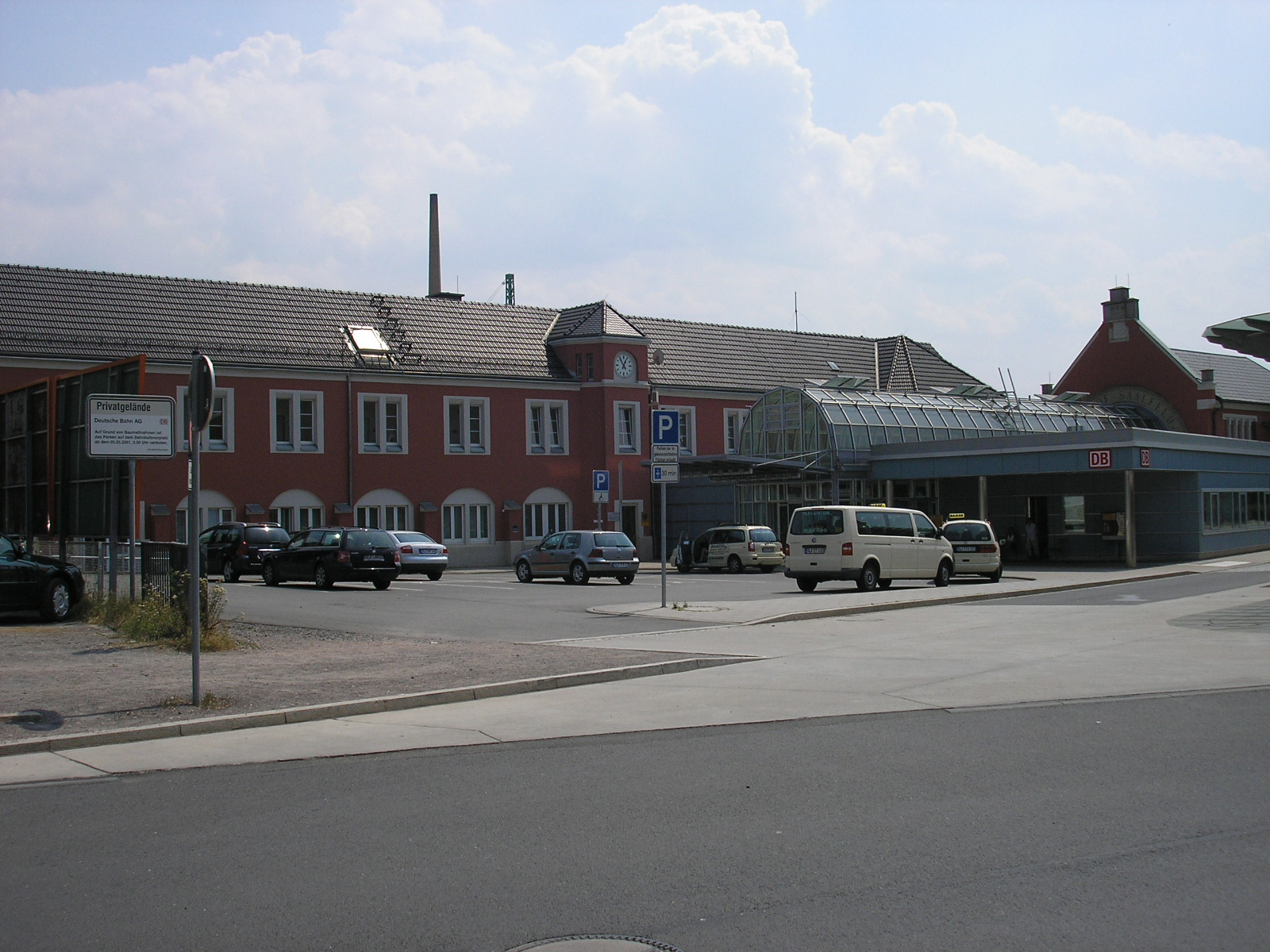
Bahnhofsgebäude
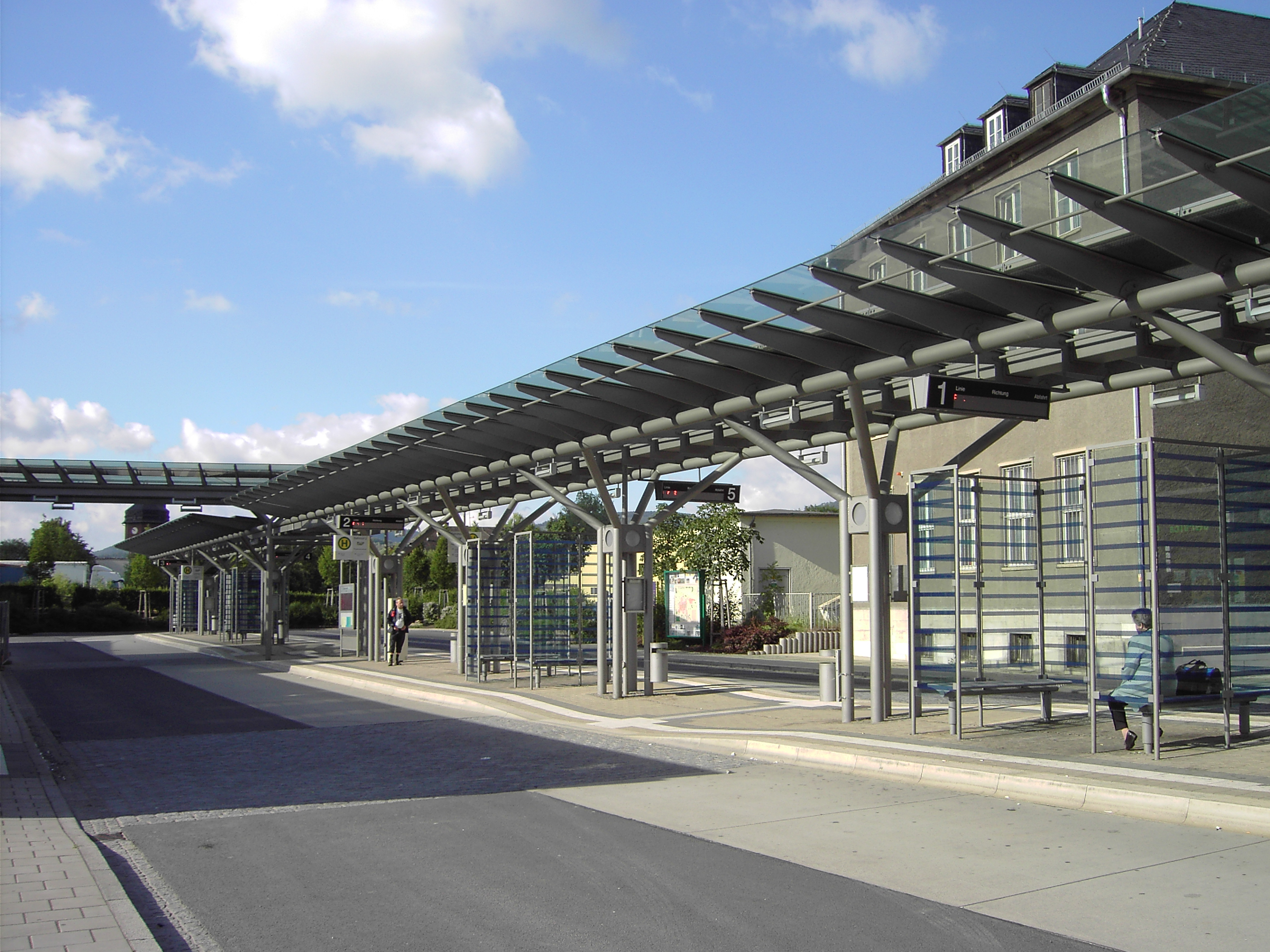
Busbahnhof vor dem Empfangsgebäude
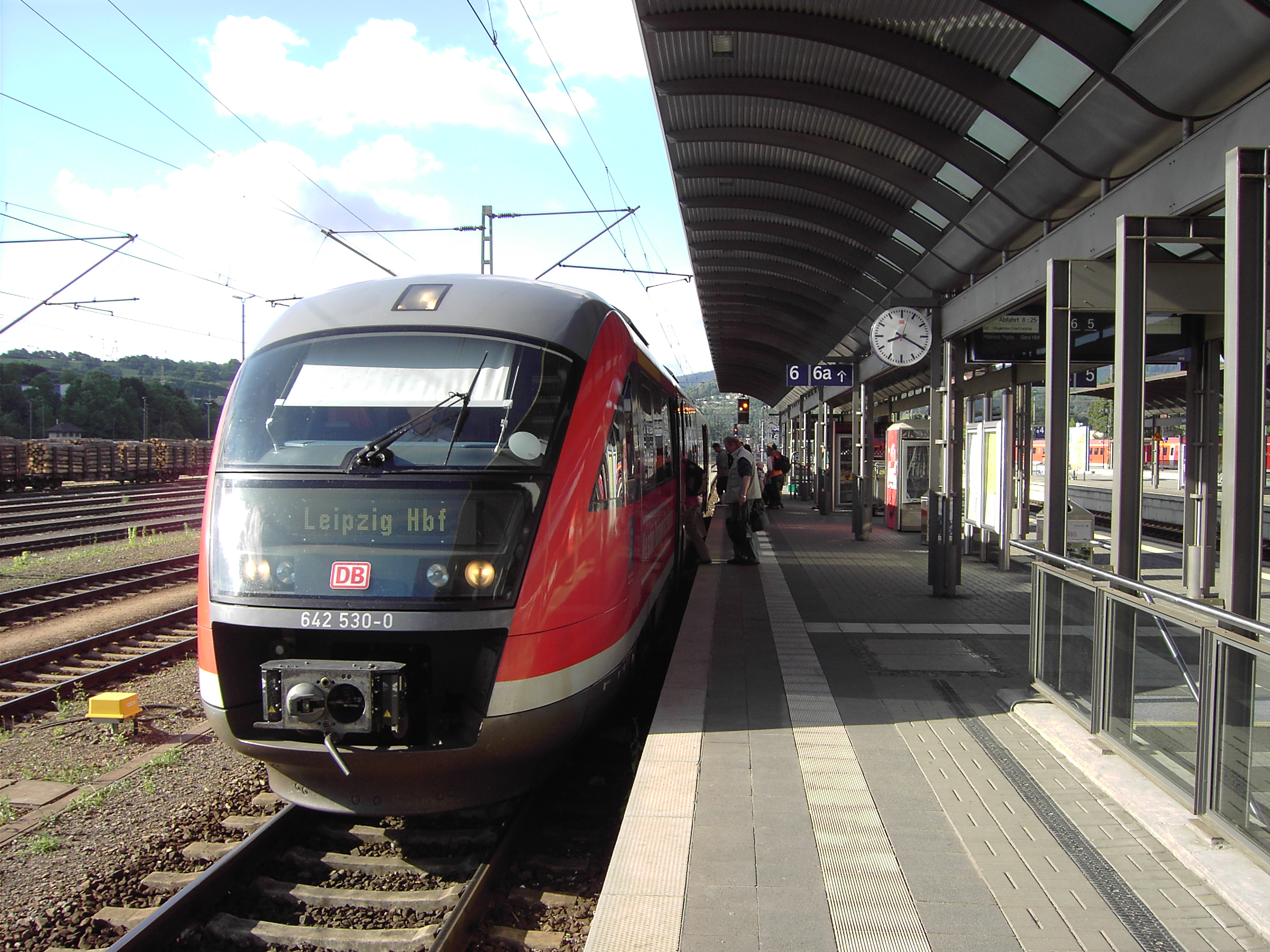
Dieseltriebwagen der Baureihe 642 im Bahnhof
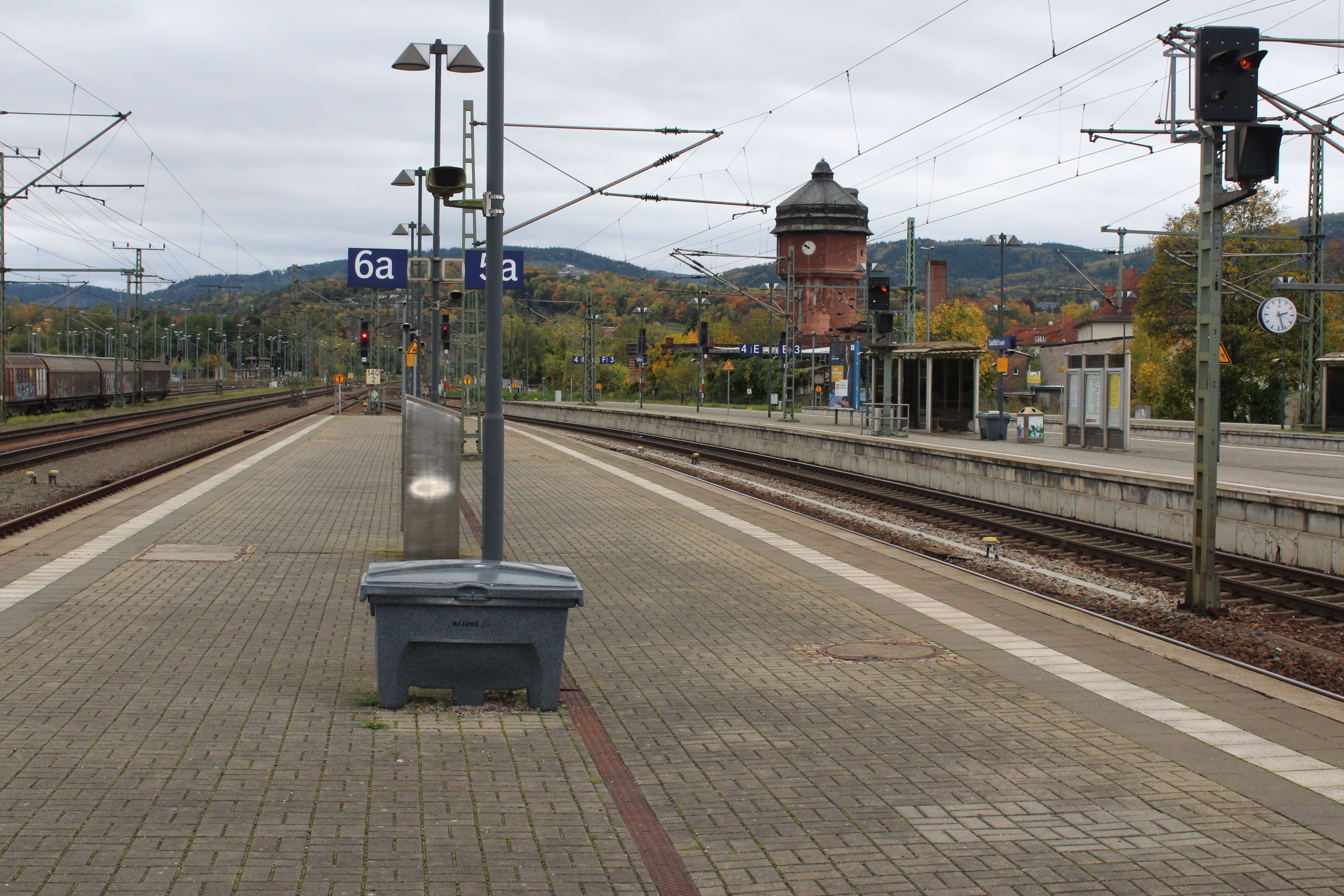
Bahnsteige (2017)
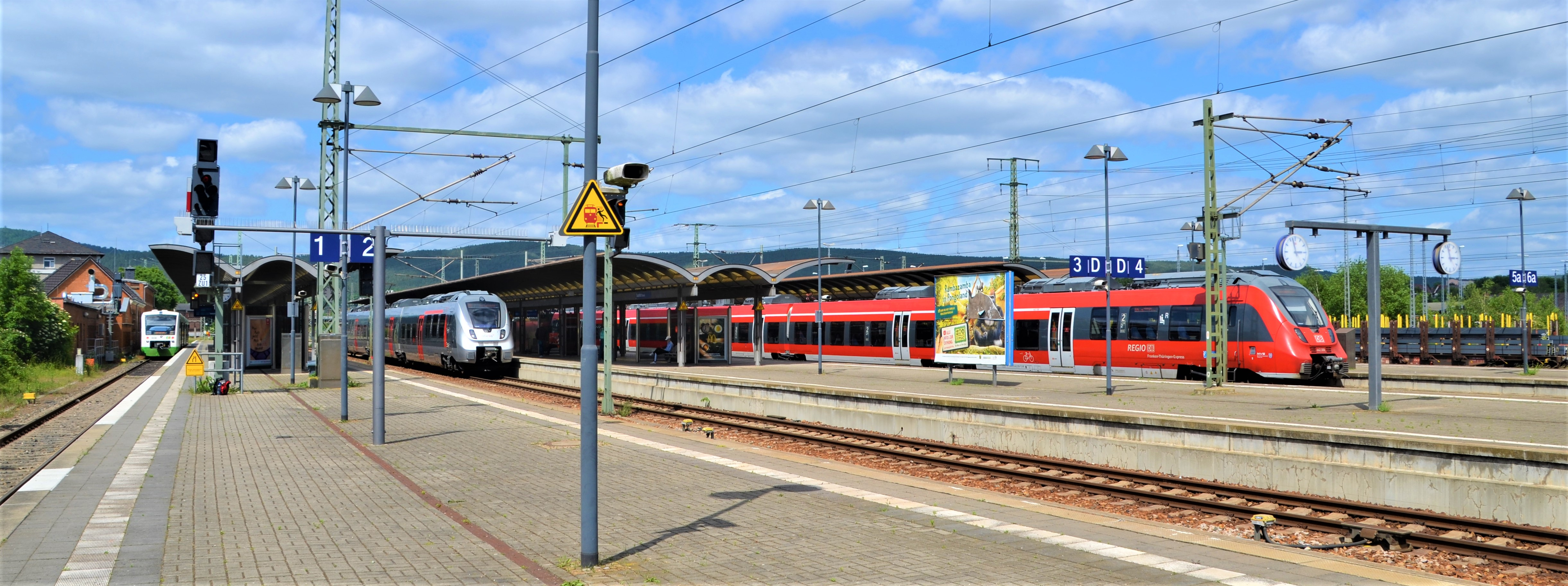
Bahnsteige mit Zügen der drei bedienenden Nahverkehrsgesellschaften (2021)

### Verlust des Systemhalts im Fernverkehr (seit 2017)
Bis zur Inbetriebnahme der Neubaustrecke Ebensfeld–Erfurt im Dezember 2017 war Saalfeld Systemhalt der ICE/IC-Linie 28. Am 9. Dezember 2017 gegen 20:45 Uhr wurde der ICE 1000, auf dem planmäßig eine Garnitur des ehemaligen Metropolitan verkehrte, als vorletzter ICE von etwa 200 Menschen verabschiedet. Der Saalfelder Bürgermeister hielt dazu eine Rede. Um etwa 22:30 Uhr verließ der letzte planmäßige ICE (ICE 1500) den Saalfelder Bahnhof in Richtung Leipzig. Nach über 17,5 Jahren endete hier somit der ICE-Verkehr.
Seit 2017 verkehren einzelne Intercity-Zugpaare der zweistündlichen Linie 61 Karlsruhe – Nürnberg weiter über Saalfeld bis Leipzig, seit Dezember 2019 nur noch ein Zugpaar (IC 2068 und IC 2161). Ab 2023, spätestens 2030, soll diese Verbindung im genannten Fahrplanrhythmus bis Leipzig eingerichtet werden.
Aufgrund der von der Westbahn übernommenen Stadler-KISS-Wagengarnituren auf der neuen IC-Linie 17 zwischen Dresden und Rostock kommt es zu einer nächtlichen Überführungsfahrt von der besagten Strecke zum Werk in Wien. Daher hat der Bahnhof Saalfeld seit März 2020 einen weiteren Intercity-Halt.

## Bahnsteige
Die Bahnsteige sind durch Aufzüge barrierefrei erreichbar. Gleiches gilt für den Personentunnel.
| Gleis | Länge in m | Höhe in cm |
| ----- | ---------- | ---------- |
| 1     | 302        | 76         |
| 2     | 302        | 76         |
| 3     | 377        | 76         |
| 4     | 377        | 76         |
| 5     | 222        | 76         |
| 6     | 222        | 76         |

## Verkehrsanbindung

### Fernverkehr
Im Fahrplanjahr 2024 halten im Bahnhof Saalfeld (Saale) Fernverkehrszüge der IC-Linien 17 und 61 der Deutschen Bahn:
| Linie | Fahrtverlauf                                                                                                | Takt (min)    | Betreiber           |
| ----- | --- | ------------- | ------------------- |
| IC 17 | (Warnemünde –) Rostock – Berlin – Halle – Jena Paradies – Saalfeld – Lichtenfels – Nürnberg – Passau – Wien | ein Zugpaar   | DB Fernverkehr, ÖBB |
| IC 61 | Leipzig – Weißenfels – Naumburg – Jena Paradies – Saalfeld – Lichtenfels – Nürnberg – Stuttgart – Karlsruhe | fünf Zugpaare | DB Fernverkehr      |

Am 11. Mai 2021 gab Flixtrain bekannt, dass Saalfeld ins Netz aufgenommen und regelmäßig bedient wird. Vom 17. Juni 2021 bis Dezember 2021 war ein Zugpaar der FLX 35N nachts zwischen Leipzig, Jena, Nürnberg und München unterwegs. Dieser Zug wurde in Leipzig auf die FLX 35 durchgebunden, sodass Tickets für den gesamten Laufweg Hamburg – Leipzig – München erworben werden und die Fahrgäste in Leipzig im Zug verbleiben können. Zum Einsatz kamen normale Großraumwagen, die auch auf den sonstigen Tagesverbindungen eingesetzt werden.

### Regionalverkehr
Im Fahrplanjahr 2025 wird der Bahnhof Saalfeld (Saale) wie folgt bedient:
| Linie | Fahrtverlauf | Takt (min)                                  | Betreiber                      |
| ----- | --- | ------------------------------------------- | ------------------------------ |
| RE 12 | Saalfeld – Pößneck ob Bf – Neustadt – Weida – Gera – Zeitz – Leipzig                                             | 120                                         | Erfurter Bahn                  |
| RE 14 | (Camburg) – Saalfeld – Probstzella – Kronach – Lichtenfels – Bamberg – Erlangen – Nürnberg                       | Camburg-Saalfeld einzelner Zug Die.-Do.0 60 | DB Regio Bayern                |
| RE 15 | Saalfeld – Rudolstadt – Kahla – Jena Saalbahnhof - Naumburg - Weißenfels - Leipzig                               | 120                                         | Abellio Rail Mitteldeutschland |
| RB 22 | Saalfeld – Pößneck ob Bf – Neustadt – Weida – Gera – Zeitz – Leipzig                                             | 120                                         | Erfurter Bahn                  |
| RB 23 | Saalfeld – Rottenbach – Stadtilm – Arnstadt – Neudietendorf – Erfurt                                             | 060                                         | Erfurter Bahn                  |
| RB 25 | Saalfeld – Rudolstadt – Orlamünde – Kahla – Jena Paradies – Dornburg – Naumburg – Weißenfels – Merseburg – Halle | 060                                         | Abellio Rail Mitteldeutschland |
| RB 32 | Saalfeld – Wurzbach – Bad Lobenstein – Blankenstein                                                              | 120, HVZ-Verstärker                         | Erfurter Bahn                  |

Die Linien RE 12 und RB 22 ergänzen sich zu einem ungefähren Stundentakt.